# 西莫内·扎扎
西莫内·扎扎（義大利語：Simone Zaza，發音：[siˈmoːne ˈdzaddza]；1991年6月25日—），意大利足球运动员，司职中锋位置。
扎扎早年效力亚特兰大，后转会桑普多利亚。桑普多利亚先后把他租借到低级别联赛的尤维斯塔比亚、维亚雷焦和阿斯科利。在意乙联赛阿斯科利，扎扎一个赛季打入18球，排名射手榜第六。随后尤文圖斯将他收入帐下，并将一半所有权售予萨索罗。扎扎效力萨索罗一个赛季后，萨索罗完全买断了他。2015年夏天，尤文圖斯通过回购条款收回扎扎。然而扎扎没有在尤文图斯获得主力位置，在2016年夏天租借加盟英超联赛西汉姆联，租借合同包括强制买断条款。扎扎2014年首次入选意大利国家队，随队参加了2016年歐洲國家盃。2016年歐洲國家盃四分之一决赛与德国的比赛中，扎扎在加时赛最后时刻替补上场，点球大战中踢飞，最终意大利队被德国队淘汰。

## 俱乐部生涯

### 早年经历与亚特兰大
扎扎出生在意大利南部巴西利卡塔大区马泰拉省的波利科罗，成长于马泰拉省贝尔纳尔达的小镇梅塔蓬托。1997年，扎扎在家乡的小球队贝尔纳尔达蓝星（Stella Azzurra Bernalda）开始了足球生涯。2002年，11岁时，扎扎北上，转投比萨省的瓦尔代拉足球俱乐部（Valdera）。在瓦尔代拉，意大利足球甲级联赛俱乐部亚特兰大的球探发现了扎扎的潜力。2006年，扎扎进入亚特兰大青训营。
2008至2009赛季，扎扎迎来了意甲联赛首秀。2009年3月1日主场0比1输给雷吉纳的比赛，扎扎在第45分钟替下费雷拉·平托，首次在意甲联赛亮相。之后，扎扎又获得了两次意甲替补出场机会。这个赛季他在意甲联赛共出场3次，同时仍代表亚特兰大青年队比赛。然而，2009至2010赛季，他没有获得意甲出场机会，仅参加青年队比赛。赛季末，扎扎陷入合同纠纷，最后以自由身转会意甲球队桑普多利亚。

### 桑普多利亚
扎扎仅在2010至2011赛季代表桑普多利亚踢了两场意甲比赛，出场时间总和不超过20分钟。之后两个赛季，桑普多利亚将他租到低级别联赛的球队锻炼。

### 尤维斯塔比亚与维亚雷焦
2011年秋天，桑普多利亚把扎扎租借到意大利足球乙级联赛球队尤维斯塔比亚。桑普多利亚原本打算租借一个赛季，但是扎扎在尤维斯塔比亚半个赛季只打了4场比赛，其中只有1场是首发。2012年1月，桑普多利亚提前召回扎扎，将他改而租借到意大利足球丙一级联赛球队维亚雷焦。在维亚雷焦，扎扎半个赛季出场18次打进11球。

### 阿斯科利
2012年7月16日，桑普多利亚把扎扎借给了意乙球队阿斯科利。重回意乙联赛，扎扎的表现有所提高。整个赛季，他为阿斯科利出场35次，其中30次首发出场。扎扎共为球队打入18粒进球，排在意乙联赛射手榜第6位。不过，扎扎没能帮助球队保级。

### 萨索罗
意乙单赛季打进18球，扎扎因此受到尤文圖斯、米兰、那不勒斯和佛罗伦萨等俱乐部的关注。2013年7月9日，尤文图斯宣布从桑普多利亚签下扎扎，转会费为350万欧元，3年付清。同时，尤文图斯将扎扎的一半所有权卖给意甲新军萨索罗，售价250万欧元，分3年付款。2013至2014赛季，扎扎为萨索罗上场33次，打入9球，助攻2次。赛季末，萨索罗出资750万欧元将扎扎买断。根据附加的回购条款，尤文图斯可以在2015年6月30日前用1,500万欧元的价钱把扎扎带回，也可以之后以1,800万欧元的价钱回购。2015年1月，萨索罗宣布与扎扎续约至2019年，但尤文图斯的回购条款仍然有效。效力萨索罗的第二个赛季，扎扎在意甲出场31次，打进11个进球。2015年7月7日，尤文图斯宣布激活回购条款，用1,800万欧元买回扎扎，签约5年，转会费分三次支付。

### 尤文图斯
加盟尤文图斯之后，扎扎穿上7号球衣。2015年9月30日，扎扎首次亮相欧冠联赛就打进一球，在小组赛第二轮主场与塞维利亚的比赛中帮助球队将比分扩大到2比0。然而扎扎没有竞争到主力位置，各项赛事共出场25次，打进8球。

### 西汉姆联
2016年8月28日，尤文图斯宣布将扎扎租借给英格兰足球超级联赛球队西汉姆联。西汉姆联与尤文图斯签下了一份先租后买的合同，西汉姆联用500万欧元租借扎扎一个赛季，如果扎扎赛季出场达到15次，将激活强制买断条款，西汉姆联必须以2,000万欧元买下扎扎，合同的浮动条款可能会将转会费增加到2,300万欧元。

### 華倫西亞
2017年1月16日，華倫西亞官方宣佈，祖雲達斯前鋒扎扎以租借形式加盟球隊至賽季結束，華倫西亞與祖雲達斯簽下了一份先租後買的合同，華倫西亞用200萬歐元租借沙薩半個球季，如果沙薩球季出場達到不少於10次，將激活強制買斷條款，華倫西亞必須以1,600萬歐元買下沙薩。

## 国家队生涯
扎扎曾经入选意大利U16、U17、U19国家队。2014年安東尼奧·孔蒂出任意大利国家足球队主教练后，扎扎进入成年国家队。
2014年8月31日，扎扎首次入选意大利国家队，备战与荷兰队的友谊赛以及与挪威队的欧洲杯预选赛。9月4日，与荷兰队的友谊赛中，扎扎首发出场，这是他的国家队首秀。比赛中，扎扎被对手侵犯，为球队赢得一粒点球。9月9日，与挪威队的欧洲杯预选赛上，扎扎打进了代表成年国家队的第一粒进球。孔蒂起初将扎扎与因莫比莱的锋线搭档作为意大利队的首选。然而，孔蒂后来改用佩莱与埃德尔搭档锋线。
2016年夏天，扎扎入选意大利国家队征战法国欧洲杯的最终名单。欧洲杯上，扎扎共出场3次。小组赛第二轮与瑞典的比赛，扎扎在第60分钟替补出场，在第89分钟接基耶利尼的界外球头球点给埃德尔，后者制造了绝杀进球，帮助意大利提前出线。小组赛第三轮，意大利在已经提前出线的形势下面对爱尔兰队，扎扎打满了全场。四分之一决赛，意大利队在120分钟内与德国战成1比1平。加时赛的最后时刻，孔蒂派扎扎上场替下基耶利尼，特意让他参加点球大战。扎扎在点球大战第二轮出场，他踱着小碎步助跑，射门高出横梁。意大利队最后在9轮点球大战后输给了德国，止步八强。赛后，扎扎被很多网友调侃。扎扎在Instagram发表长文向球迷致歉。

### 国家队进球
| #  | 日期         | 地点                     | 对手 | 进球数 | 比赛结果 | 赛事                       |
| -- | ------------ | ------------------------ | ---- | ------ | -------- | -------------------------- |
| 1. | 2014年9月9日 | 挪威奥斯陆乌莱瓦尔体育场 | 挪威 | 1–0    | 2–0      | 2016年欧洲足球锦标赛预选赛 |
| 2. | 2018年6月4日 | 意大利都靈安聯運動場     | 荷蘭 | 1–0    | 1–1      | 熱身賽                     |

## 场外
2016年，扎扎与意大利时尚博主奇亚拉·比亚西（Chiara Biasi）相恋。据称，扎扎在尤文图斯的队友莫拉塔来到都灵后认识了女友阿利切·坎佩罗（Alice Campello）。阿利切经常带朋友来看球，扎扎因此认识了奇亚拉。

## 荣誉
尤文图斯
- 意甲联赛冠军（1）：2015-16
- 意大利杯冠军（1）：2015–16（英语：2015–16 Coppa Italia）
- 意大利超级杯冠军（1）：2015（英语：2015 Supercoppa Italiana）